# 강도 (공학)
강도는 공학에서 어떤 재료가 파괴 시까지 받을 수 있는 응력을 말한다. 강도의 단위는 단위 면적 당 받는 힘으로, 응력의 단위와 동일하다. 즉 MPa, kN/m2 등의 단위를 사용한다. 재료의 저항력에 대해 알려주는 개념이 강도인데, 단위에서 보면 알 수 있듯이 단순히 재료가 받을 수 있는 '힘'만을 의미하지는 않는다. 재료가 받을 수 있는 '면적 당' 힘이라는 점에 주목하라.

## 강도의 분류
하중이 어떻게 재하되는지에 따라 강도는 여러 가지로 분류한다. 예를 들어 원통형으로 만든 콘크리트 공시체를 생각해보자.

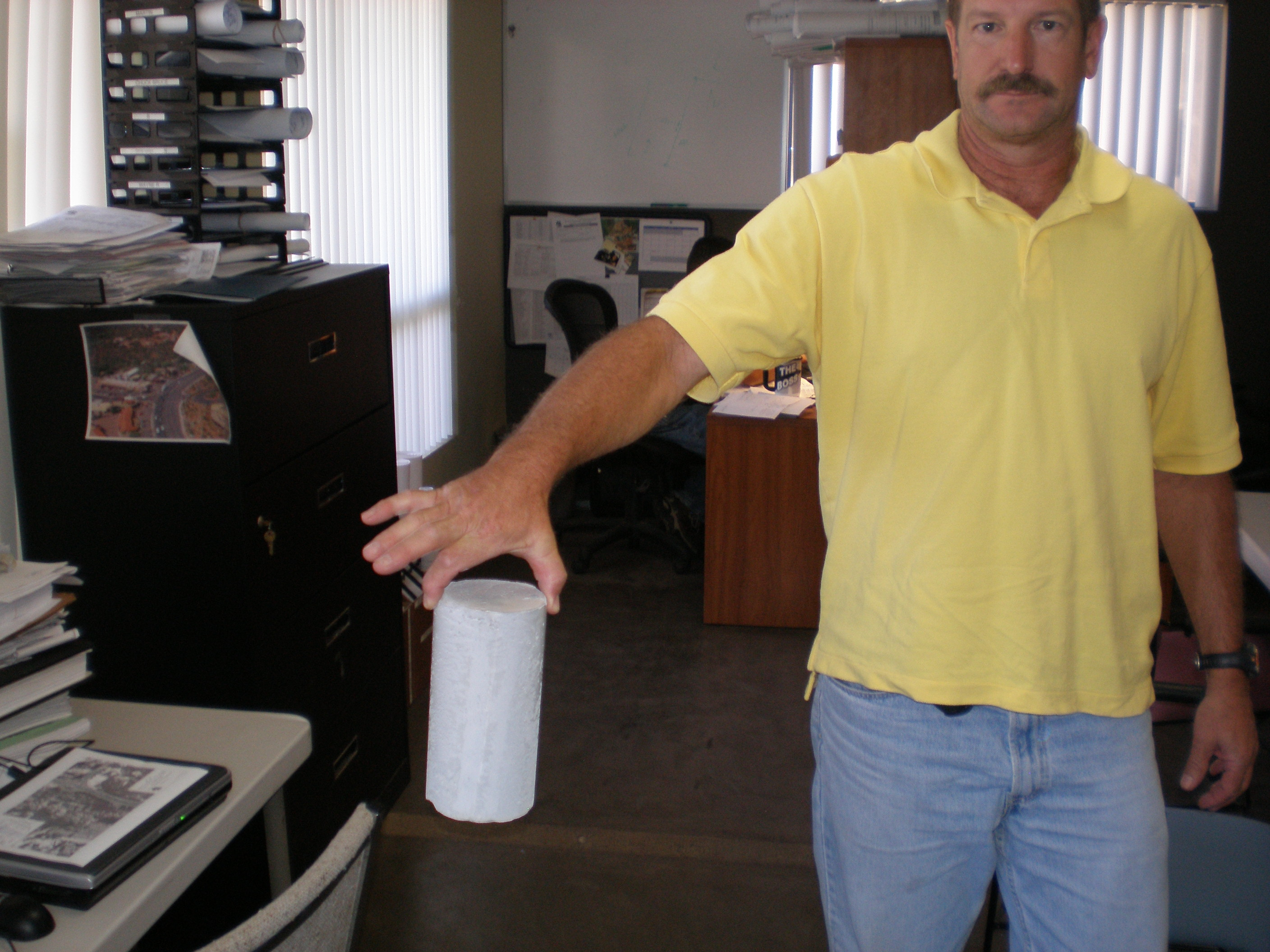
원통형의 콘크리트 공시체

### 압축강도
어떤 구조물을 지을 때, 콘크리트를 사용하는 가장 중요한 이유는 콘크리트가 압축력에 잘 저항하기 때문이다. 콘크리트는 물, 시멘트, 골재(자갈과 모래) 등을 섞어서 만든다. 이들이 얼마의 비율을 가지고 섞이는지, 사용되는 시멘트, 자갈, 모래의 특성은 어떤지에 따라서 만들어지는 콘크리트의 강도는 달라진다. 콘크리트는 압축력에 주로 저항한다고 하였는데, 그렇다면 만들어낸 콘크리트가 얼마의 압축력을 버틸 수 있는지 어떻게 알 수 있을까? 바로 압축강도 시험을 통해서 알 수 있다.

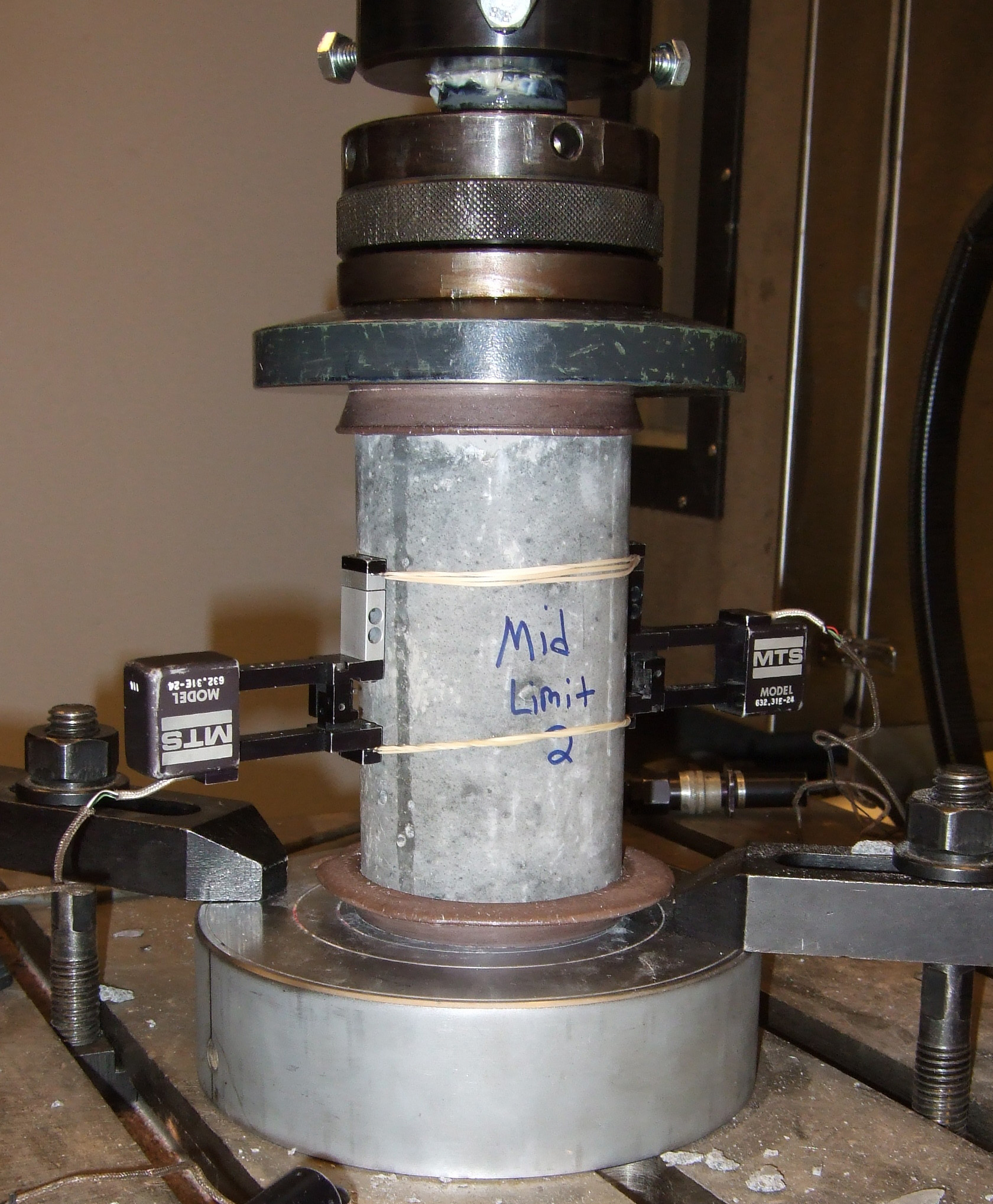
원통형 콘크리트 공시체를 연직방향으로 압축하는 시험을 통해, 만든 콘크리트의 압축강도가 얼마나 되는지 파악할 수 있다.

이처럼 콘크리트같은 압축력을 받는 것이 목적인 재료는 '압축'강도가 엔지니어의 관심사가 된다. 또다른 강도도 있다. 어떠한 구조물을 건설하려면 반드시 땅 위에 하게 되어 있고, 구조물을 짓는 순간부터 땅에 구조물로 인한 하중이 전달된다. 땅은 흙으로 이루어져 있고, 구조물을 완성하기 위해서는 땅 속의 흙이 하중에 버텨주어야만 한다.

### 전단강도

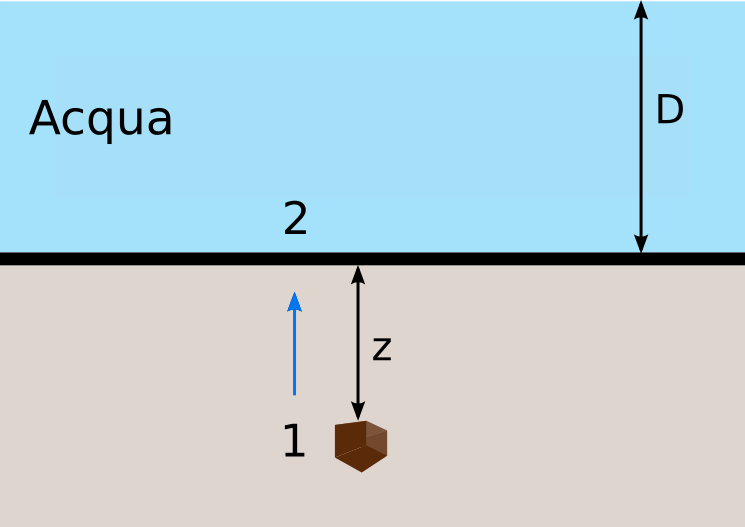
1로 표시한 흙 입자의 주위는 모두 흙으로 둘러싸여 있다.

그렇다면 엔지니어는 흙의 압축강도에 관심이 있어야 할까? 그렇지 않다. 만약에 땅에 있는 흙을 퍼서, 위의 콘크리트 공시체처럼 원통형으로 만든다고 생각해보자. 점토같은 흙은 잘 만진다면 저렇게 원통으로 만들 수도 있겠지만, 모래같은 흙은 원통형으로 만들 수 있을까? 뭐 어찌됐건 점토로 원통형 공시체를 만들었지만, 이걸 압축한다면 쉽게 부서져 버릴 것이다. 그리고 가장 중요한 것은 흙은 땅 속에 있고, 콘크리트처럼 하중을 주는 방향과 수직한, 가로 방향에 텅 빈 공간으로 되어 있지는 않다는 점이다. 땅 속에 있는 흙은 흙으로 둘러 싸여 있다.
오른쪽 그림의 1로 표시한 흙 입자를 보자. 이 입자가 위의 콘크리트 공시체와 비슷한 것이라고 볼 때, 흙이 파괴되는 양상은 위의 콘크리트와 뭔가 다를 것임을 짐작할 수 있다. 왜냐하면 땅 속의 흙 입자를 연직방향으로 누를 때, 1 입자와 수평방향에 있는 흙들이 이 흙이 파괴되는 것을 방해할 것이기 때문이다.
1의 입자에는 따라서 수평방향으로 작용하는 힘도 있게 된다. 이것을 응력으로 나타낼 때 토질 엔지니어는 σ3로 나타내며, '구속응력' 등으로 부른다. 연직방향의 응력은 σ1으로 표현한다. σ3와 σ1이 같다면 '등방압축' 상태에 있다고 부른다. 그러나 이 둘이 다르다면, 그 차이만큼을 '축차응력'이라고 부른다. ({\displaystyle \Delta \sigma _{d}=\sigma _{1}-\sigma _{3}}) 축차응력이 어느 한계 이상의 값이 되면 흙 입자는 사선으로 파괴되는데, 이때 파괴를 일으키는 응력을 '전단응력'이라고 하며, 파괴가 일어난 순간의 응력을 흙이 받을 수 있는 한계의 응력이라는 의미에서 '전단강도'라고 부른다.

### 인장 강도
인장 강도는 위의 압축 강도와는 정 반대로, 재료의 아래쪽 끝에 중량물을 놓거나 양끝을 잡아당겼을 때에 재료가 받는 당겨지는 힘이다. 인장 강도는 주로 건축(높을수록 바람이나 지진에 잘 흔들리는데, 주로 위층이 더 크게 더 오래 흔들린다(아래의 힘이 사라져도 위층에는 아직 남아있기 때문). 그리고 이렇게 한쪽이 더 크게 더 오래 흔들린다는 것은 필시 건축물의 무게중심의 이동을 유발하여 재료가 기울거나 휘는 방향으로 잡아당겨지도록 하며, 이로 인해 건축에 있어서도 인장 강도는 반드시 따져봐야할 요소중 하나이다.)이나 조선공학(선박은 강재나 목재를 휘어 제작하는데다 건선거(도크)에 들어와 있을 때를 제외한 모든 상황에 있어서 필시 파도로 인해 선수와 선미가 및 선체의 양 현측이 들렸다가 내렸다가 하며 선수미/현측이 들리거나 화물 적재시 선체 중앙은 보통 중량으로 인해 내려가고, 반대로 선수미나 현측이 내릴때, 선체중앙 적재물이 감소및 완전히 하역하였을 때 선체 중앙이 올라가기 때문. 선수미와 중앙부를 보았을 때 휘는것을 보통 호깅/새깅이라고 한다.)에 있어 중요하게 사용된다. 또한 그 특성상 경도 및 탄성계수와 관련이 있다.

이외에도 강도의 종류에는 할렬 인장강도, 휨강도 등이 있다.

## 같이 보기
- 응력-변형도 선도
- 탄성 계수
- 압밀
- 삼축압축시험